# Pelophryne albotaeniata
Espèce
Statut de conservation UICN

 VU  : Vulnérable
Pelophryne albotaeniata est une espèce d'amphibiens de la famille des Bufonidae.

## Répartition
Cette espèce est endémique de Palawan aux Philippines. Elle se rencontre vers 1 500 m d'altitude.

## Description
L'holotype mesure 18,5 mm.

## Publication originale
- Barbour, 1938 : Notes on Nectophryne. Proceedings of the Biological Society of Washington, vol. 51, no 3, p. 191-195 (texte intégral).